# Piusa
Piusa falu Észtország déli részén, Põlva megyében. A Piusa-folyó mentén, az észt–orosz határ közelében fekszik.
A jelenleg használaton kívüli Valga–Pecsori vasútvonal mentén fekszik, saját vasútállomása van.

## Nevezetességei

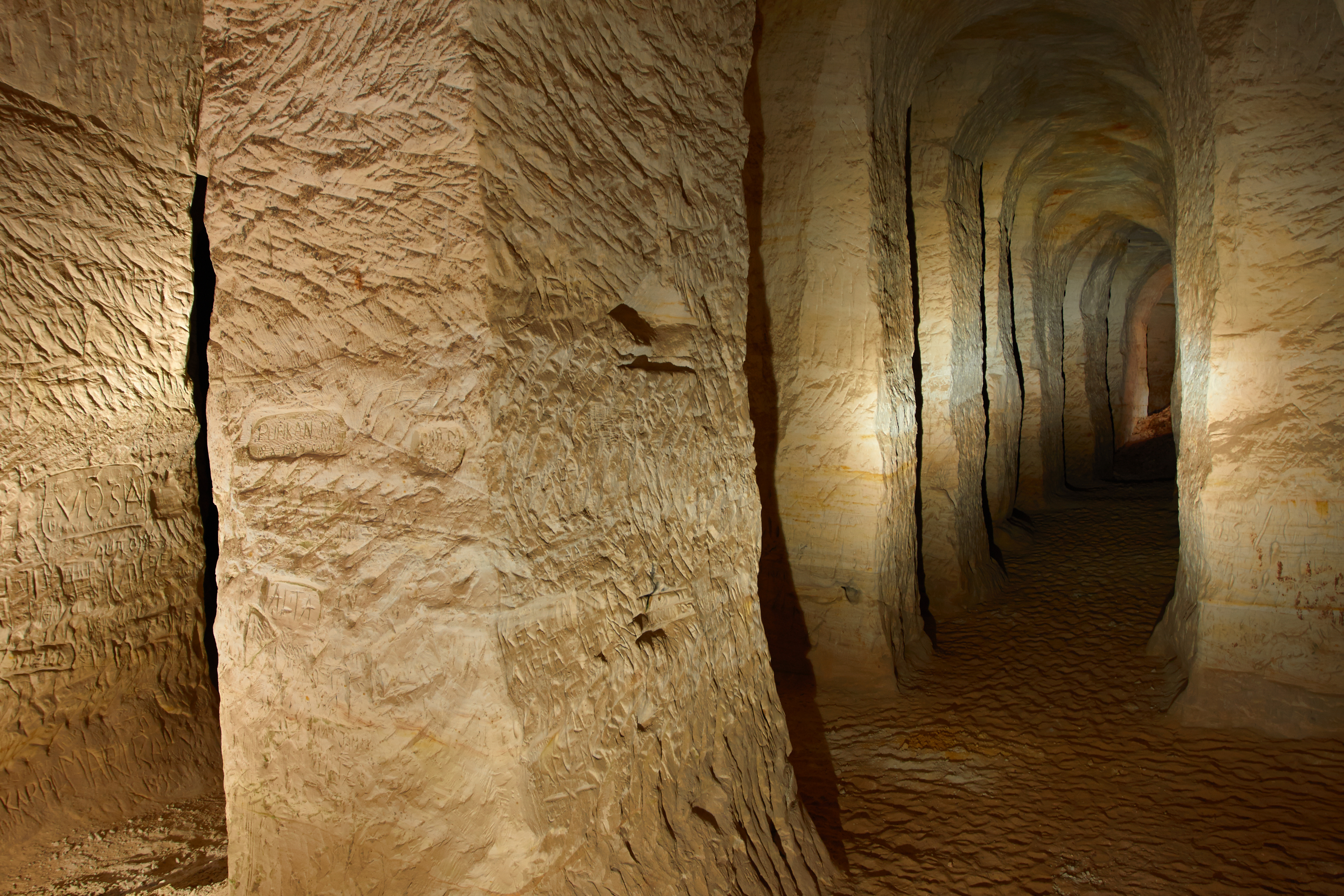
Piusa település homokkőbarlangjai

A településen 1922–1966 között folyt homokkitermelés üveggyártás céljából. Az ennek nyomán a Piusa-folyó mentén keletkezett, homokkőbe vájt barlangok jelentik a falu fő nevezetességét. Ezekben a barlangokban található Kelet-Európa legnagyobb telelő denevérkolóniája.

## Népessége
A település népessége az utóbbi években az alábbi módon alakult:
| Lakosok száma | 5    | 7    | 7    |
|               | 2011 | 2019 | 2020 |